# Lise-Lotte Rebel
Lise-Lotte Rebel (* 23. Januar 1951 in Lyngby) ist eine dänische Bischöfin der lutherischen Dänischen Volkskirche. Von 1995 bis 2021 war sie Bischöfin des Bistums Helsingør. 

## Leben
Rebel studierte an der Universität Kopenhagen und legte dort 1978 ihr theologisches Examen ab. 1978 übernahm sie das Pfarramt an der Kirche in Utterslev auf Lolland, 1980 das Amt an der Kirche in Islev bei Kopenhagen. Von 1987 bis 1995 war sie Pfarrerin am Dom St. Olaf in Helsingør. 1995 wurde sie zur Bischöfin des Bistums Helsingør gewählt. 

## Ehrungen
- 1996 – Dannebrogorden
- 2001 – Dannebrogorden, Ritter 1. Klasse
- 2014 – Dannebrogorden, Kommandeur